# Délégation générale à la recherche scientifique et technique
La Délégation générale à la recherche scientifique et technique (DGRST) était un organisme de l'administration française qui dépendait des services du Premier ministre. Issue du Comité consultatif de la recherche scientifique et technique, elle avait pour mission de coordonner les actions décidées par le gouvernement, les universités et le CNRS dans le domaine de la recherche et des technologies et de financer la recherche en France.

## Histoire
Initiée à partir de 1958, la Délégation générale à la recherche scientifique et technique a été créée le 8 avril 1961. Le 9 décembre 1968, un comité national de la documentation scientifique et technique est formé pour collaborer avec la direction. L'organisme est réorganisé en 1974 alors que le physicien Hubert Curien, futur ministre, était à sa tête.
En 1981, la DGRST est supprimée et intégrée dans le ministère de la Recherche et de la Technologie au sein de la Direction générale de la recherche et de la technologie jusqu'en 1997. Sa mission est assurée depuis 2005 par l'Agence nationale de la recherche.

### Délégués généraux
- Pierre Piganiol (1961-1964)
- André Maréchal (1964-1968)
- Pierre Aigrain (1968-1973)[9]
- Hubert Curien (1973-1976)
- Bernard Gregory (1976-1977)
- Roland Morin (d) (1978-1980)[10]
- Claude Fréjacques (1980-1981)[11].